# Franz Oppurg
Franz Oppurg (* 17. September 1948 in Steinach am Brenner, Tirol; † 9. März 1981 am Hechenberg, Tirol) war ein österreichischer Bergsteiger.
Schon in jungen Jahren begann Oppurg mit dem Klettern und war Mitglied der Jungmannschaft der Alpenvereinssektion Wattens des Österreichischen Alpenvereins. Nach dem Schulbesuch absolvierte er eine Lehre zum Fleischer und trat 1975 dem Bundesheer bei, wo er die Ausbildung zum Heeresbergführer abschloss. In weiterer Folge war er auch als Ausbilder für angehende Bergführer tätig. Zudem war er jahrelang Ortstellenleiter der Bergrettung von Wattens.
In den 1970er Jahren gelangen ihm Erstbegehungen an der Kalkwandspitze, der Speckkarspitze, der Lamsenspitze, dem Kleinen und Großen Lafatscher sowie an der Civetta. Zudem gelangen ihm erste Solobegehungen unter anderem am Nordpfeiler des Großen Lafatscher und der Binderführe an der Speckkarspitze. Ein weiterer Höhepunkt war die nächtliche Durchsteigung der Martinswand.
1974 war er Teilnehmer der Tiroler Andenexpedition mit Erstbesteigungsversuch des Jirishanca über den Südostpfeiler. 1978 schrieb er mit der ersten Solo-Besteigung des Mount Everest Alpingeschichte. Er war dabei als Teilnehmer einer Expedition von Wolfgang Nairz über den Südsattel aufgestiegen und erreichte den Gipfel. Am 14. Mai 1980 nahm er an der Herrligkoffer-Expedition zum Kangchendzönga teil. 
Nach einer Besteigung des Hechenberg-Südpfeilers (VI+) im März 1981 stürzte er beim Abstieg tödlich ab.